# Interaktivnost
Interaktivnost (iz latinskog inter Agere = naizmjence ili u odnosu na neku drugu) označava u socijalnoj psihologiji uzastopno ponašanje dviju ili više osoba vezano s ciljem komunikacije ili rasprave. 
Pri oblikovanju obrazovnih multimedijalnih interaktivnih svojstva programske podrške interaktivnost označava razne mogućnosti korisnika individualiziranim učenjem jer je odabir i prezentacija informacija prilagodljiva interesima i potrebama učenika.